# Casa a Palol de Vilatenim
La Casa a Palol de Vilatenim és un edifici del veïnat de Palol de Vilasacra, anteriorment del terme municipal de Vilatenim, i que ara pertany al municipi de Figueres (Alt Empordà). Forma part de l'Inventari del Patrimoni Arquitectònic de Catalunya.

## Descripció
És un edifici aïllat situat al veïnat de Palol de Vilatenim, a uns tres quilòmetres del centre de Figueres. És una masia de planta baixa i golfes, de planta rectangular, i amb coberta a dues vessants, amb alçats diferents. A la construcció original se li han anat afegint altres construccions, com la pallissa o els estables construïts en època posterior a la de l'edifici principal. El paredat de la casa ha estat arrebossat, fet que no ens permet veure el parament original, tot i així les obertures sí que mantenen els carreus que les formen. Dos elements destaquen per sobre dels altres: el rellotge de sol que es troba a la part més alta de la façana, i la porta d'accés, en arc de mig punt, amb important dovellatge i un escut a la dovella clau. A la façana lateral i posterior de l'edifici podem veure uns contraforts que suporten l'edifici, així com algunes finestres més treballades que les de la façana, entre les quals destaca una finestra allindanada amb carreus ben escairats.